# Ludvig Alfred Hauch
Ludvig Alfred Hauch, född 3 mars 1845 i Sorø, död 4 januari 1938, var en dansk skogsman; son till Johannes Carsten Hauch.
Hauch tog forstkandidatexamen vid Landbohøjskolen i Köpenhamn 1870, var anställd vid danska statens skogsväsen 1870-73 och "skovrider" vid Frijsenborg 1873--86 samt blev 1886 forstinspektör för grevskapet Bregentveds skogar på Själland. Han var ledamot av danska forstexaminationskommissionen (1889) och tillsyningskommissionen för danska statens skogsförsöksväsen (1901). 
Hauch författade ett flertal uppsatser av stort värde rörande skogsskötsel samt utgav tillsammans med Adolf Oppermann Haandbog i skovbrug (1898-1902). Hauch nedlade ett intensivt arbete huvudsakligen på ekkultiveringens område samt var föregångsman och ivrig förkämpe för uppdragande av särskilt täta ekbestånd, varigenom utmärkt ekvirke kunde erhållas.